# Mars 1779
Cette page présente les faits marquants du mois de mars 1779.

## Événements

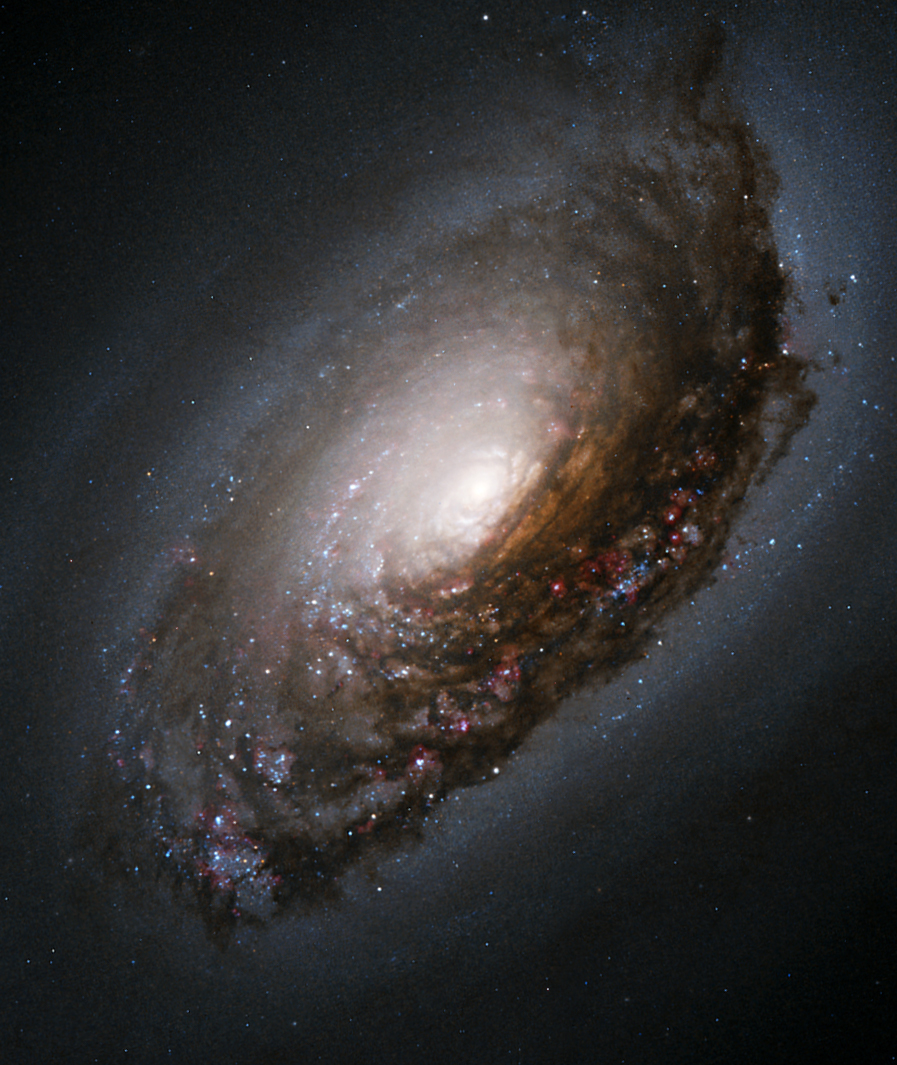
Galaxie de l'œil noir (M64)

- 2 mars : mort du chah de Perse Muhammad Karim Khân, fondateur de la dynastie Zand. Son frère Zaki Khan devient régent. Il nomme co-monarques les fils de Karim Khân, Abol Fath Khan et Mohammad Ali Khan[1]. Agha Mohammad Shah, prisonnier des Zand depuis 16 ans à Chiraz, s’enfuit à Ispahan à l’annonce de la mort de Karim Khân[2].

- 10 mars, Perse : Agha Mohammad Shah arrive au sanctuaire d'Shah-Abdol-Azim à Ray et le lendemain il est reconnu comme souverain[2]. Début de la Dynastie kadjar en Iran (fin en 1925).

- 14 mars : ouverture du Congrès de Teschen qui aboutit à un compromis entre l’Autriche et la Prusse en mai, grâce à la médiation de la France et de la Russie[3].

- 23 mars : Edward Pigott découvre la galaxie de l'œil noir (M64).

## Naissances
- 5 mars :
  - Benjamin Gompertz (mort en 1865), mathématicien britannique.
  - Louis Huguet-Chateau, Général français du Premier Empire († 8 mai 1814)
- 19 mars : Józef Dwernicki, général polonais († 22 septembre 1857)

## Décès
- 11 mars : Louis Constantin de Rohan, cardinal français, évêque de Strasbourg (° 24 mars 1697).